# Hruška v poli
Hruška v poli je památný strom u vsi Sedlice jihovýchodně od Domažlic. Přibližně třistaletá  hrušeň obecná (Pyrus communis) roste v poli jihozápadně od vsi a severně od silnice Zahořany – Bořice, v nadmořské výšce 400 m. Obvod jejího kmene měří 240 cm a koruna stromu dosahuje do výšky 13 m (měření 2000). Hrušeň je chráněna od roku 1987 pro svůj vzrůst, věk a jako krajinná dominanta.